# Paullinia plumieri
Paullinia plumieri är en kinesträdsväxtart som beskrevs av Triana & Planch.. Paullinia plumieri ingår i släktet Paullinia och familjen kinesträdsväxter. Inga underarter finns listade i Catalogue of Life.